# جائزة بريطانيا الكبرى 1989
جائزة بريطانيا الكبرى 1989 هو سباق فورمولا 1 أقيم بتاريخ 16 يوليو 1989 في حلبة سلفرستون، سيلفرستون. كان الثامن من أصل 16 في بطولة العالم لسباقات الفورمولا واحد موسم 1989. حلّ الفرنسي ألن بروست أولا بينما جاء البريطاني نايجل مانسيل في المركز الثاني وحصل على المركز الثالث الإيطالي أليساندرو نانيني.